# José Sasportes
José Estêvão Cangarato Sasportes ComIH • GOM (Lisboa, 4 de dezembro de 1937) é um político português.

## Biografia
Ocupou o cargo de Ministro da Cultura no XIV Governo Constitucional.
A 19 de Janeiro de 1981 foi feito Comendador da Ordem do Infante D. Henrique e a 10 de Junho de 1992 foi feito Grande-Oficial da Ordem do Mérito.
Foi Ministro da Cultura de Portugal entre 2000 e 2001.
Em 2015 recebeu o Doutoramento Honoris Causa pela Universidade Nova de Lisboa.

## Funções governamentais exercidas
- XIV Governo Constitucional
  - Ministro da Cultura